# Der Schmuckkanal

Altes Logo des Schmuckkanals

Der Schmuckkanal war ein in Düsseldorf ansässiger, deutscher Teleshopping-Sender, der sein Fernsehprogramm täglich digital über das Astra-Satellitensystem ausstrahlte. Es wurden Schmuck, Uhren, Ketten, Edelsteine und Juwelen in allen Varianten angeboten. Die tägliche Sendezeit betrug 24 Stunden, wovon 16 Stunden live produziert und gesendet wurden. Es bestand zudem die Möglichkeit des Empfangs via Internet-Livestream. Seinen Sendestart hatte der Sender am 16. November 2006.
Am 15. Oktober 2008 meldete der Sender beim Amtsgericht Düsseldorf Insolvenz an. Am 16. Januar 2009 wurde der reguläre Sendebetrieb vorerst eingestellt; es wurden Programmhinweise in Dauerschleife sowie Teleshopping ausgestrahlt. Seit Mitte April 2009 wird wieder stundenweise ein eigenes Programm ausgestrahlt, obwohl der Sender nach Angaben der Produktionsfirma und neuen Teilhabers, der DFA, weiterhin insolvent ist. Die Website derschmuckkanal.de ist zwar noch erreichbar, beinhaltet jedoch lediglich ein Senderlogo und das Impressum. Ob weiterhin gesendet wird, ist derzeit (Stand: Juni 2014) nicht klar.
Seit 2009 teilte sich der Sender einen Kanal mit Douglas TV.

## Verkaufsprinzip
Die Produkte können ausschließlich erworben werden, während diese vom Moderator zu einem Festpreis präsentiert werden. Das früher geltende Prinzip einer absteigenden Auktion mit fallenden Preisen findet keine Anwendung mehr.

## Empfangsmöglichkeiten
Der Schmuckkanal wird in einige bundesdeutsche Kabelnetze eingespeist. Außerdem ist er über das Astra-Satellitensystem zu empfangen. Die Empfangsparameter lauten:
- Astra digital 19,2° Ost
- Polarisation: horizontal
- Frequenz: 12.148,50 MHz
- SR 27,5 MSymb/s
- FEC: 3/4
- Transponder: 87
- Norm: DVB-S MPEG-2
- PCR PID:3583
- V PID:3583
- Videotext:ja

## Programmfenster
Auf folgenden regionalen Sendern können Programmfenster des Schmuckkanal ebenfalls empfangen werden:
- NRW.TV: Montag – Sonntag 11:00 Uhr – 12:00 Uhr
- TV Mittelrhein: – täglich 13:00 – 17:00 Uhr
- BW Family.tv: Montag – Samstag 10:00 – 11:00 Uhr, Montag – Sonntag  20:00 – 21:00 Uhr, Sonntag 14:00 – 15:00 Uhr